# Soudage plasma

Schéma (coupe) d'une torche de soudage au plasma:
1. Gaz plasma,
2. Buse de protection,
3. Gaz de protection,
4. Electrode (tungstène),
5. Buse de constriction,
6. Arc électrique

Le soudage plasma (en anglais : Plasma Arc Welding, PAW) est sensiblement identique au soudage TIG, à la différence que l'arc électrique passe à l'état de plasma sous l'effet mécanique d'un gaz plasmagène (argon pur ou mélangé à l'hélium) expulsé d'une tuyère pour créer un vortex de constriction augmentant ainsi la densité énergétique de façon très supérieure à celle du procédé TIG.
Considéré comme une évolution du soudage TIG, il s'en distingue par le fait que l'arc est contraint mécaniquement (constriction mécanique) ou pneumatiquement (constriction pneumatique), générant ainsi une densité d'énergie supérieure. L'arc peut jaillir entre la tuyère et l'électrode (arc non-transféré) ou entre la pièce et l'électrode (arc transféré) voire être semi-transféré. Le soudage plasma peut être réalisé sans chanfrein sur un assemblage en bout à bout d'un dixième de mm jusqu'à des épaisseurs de 8 mm. Dans ce cas, il nécessite très peu de métal d'apport. Il est utilisé quasi exclusivement en mode automatisé (robot) et les vitesses de soudage sont élevées (dizaines de cm par seconde). Cette méthode permet de souder à des températures atteignant les 10 000 °C. Il permet de souder les aciers « noirs », les aciers inoxydables et l'aluminium.
Selon la norme internationale ISO (ISO 4063:2023), c'est une famille (sous-catégorie) de procédés ayant pour numéro d'identification le préfixe 15 Son appellation par l'AWS (AWS A3.0) est PAW.

### Normes et standards
1. ↑  ISO, « ISO 4063:2023 : Soudage, brasage et coupage », Nomenclature et numérotation des procédés [archive] , sur Organisation internationale de normalisation, 2023 (consulté le 12 mars 2024)
2. ↑  AWS, « AWS A3.0M/A3.0:2020 » [archive] , sur Normadoc, 2020 (consulté le 21 mars 2024)